# Pensamento intrusivo
Um pensamento intrusivo é um pensamento, uma imagem ou uma ideia desagradável e involuntária que pode se tornar uma obsessão, podendo ser perturbador ou angustiante e difícil de gerenciar ou eliminar. Quando tais pensamentos estão associados a transtorno obsessivo-compulsivo (TOC), depressão, transtorno dismórfico corporal (TDC) e, às vezes, transtorno de déficit de atenção e hiperatividade (TDAH), os pensamentos podem se tornar paralisantes, provocadores de ansiedade ou persistentes. Os pensamentos intrusivos também podem estar associados à memória episódica, preocupações indesejadas ou memórias do TOC, transtorno de estresse pós-traumático, outros transtornos de ansiedade, transtornos alimentares ou psicose. Pensamentos, impulsos e imagens intrusivos são de coisas inapropriadas em momentos inapropriados e geralmente têm temas agressivos, sexuais ou blasfemos.

## Descrição

### Geral
Muitas pessoas experienciam o tipo de pensamentos ruins ou indesejados que as pessoas com pensamentos intrusivos mais preocupantes têm, mas a maioria dessas pessoas podem descartar esses pensamentos. Para a maioria das pessoas, pensamentos intrusivos são um "aborrecimento passageiro". O psicólogo Stanley Rachman apresentou um questionário a estudantes universitários saudáveis e descobriu que praticamente todos disseram ter esses pensamentos de tempos em tempos, incluindo pensamentos de violência sexual, punição sexual, atos sexuais "não naturais", práticas sexuais dolorosas, imagens blasfemas ou obscenas, pensamentos de ferir idosos ou alguém próximo, violência contra animais ou contra crianças e explosões ou declarações impulsivas ou abusivas. Tais pensamentos são universais entre os humanos e "quase sempre fizeram parte da condição humana".
Quando os pensamentos intrusivos ocorrem com o transtorno obsessivo-compulsivo (TOC), os pacientes são menos capazes de ignorar os pensamentos desagradáveis e podem prestar atenção indevida a eles, fazendo com que os pensamentos se tornem mais frequentes e angustiantes. A supressão de pensamentos intrusivos muitas vezes faz com que esses pensamentos se tornem mais intensos e persistentes. Os pensamentos podem se tornar obsessões paralisantes, graves e constantemente presentes, podendo envolver temas como violência, sexo ou blasfêmia religiosa, entre outros. Distinguindo-os dos pensamentos intrusivos normais experienciados por muitas pessoas, os pensamentos intrusivos associados ao TOC podem ser provocadores de ansiedade, irreprimíveis e persistentes.
A forma como as pessoas reagem a pensamentos intrusivos pode determinar se esses pensamentos se tornarão graves, se transformarão em obsessões ou exigirão tratamento. Pensamentos intrusivos podem ocorrer com ou sem compulsões. A execução da compulsão reduz a ansiedade, mas torna a vontade de realizar a compulsão mais forte cada vez que ela se repete, reforçando os pensamentos intrusivos. De acordo com Lee Baer, suprimir os pensamentos só os torna mais fortes, e reconhecer que pensamentos ruins não significam que alguém é verdadeiramente ruim é um dos passos para superá-los. Há evidências do benefício da aceitação como alternativa à supressão de pensamentos intrusivos. Em um estudo em particular, aqueles instruídos a suprimir pensamentos intrusivos experimentaram mais angústia após a supressão, enquanto os pacientes instruídos a aceitar os pensamentos ruins experimentaram menor desconforto. Esses resultados podem estar relacionados a processos cognitivos subjacentes envolvidos no TOC. No entanto, aceitar os pensamentos pode ser mais difícil para pessoas com TOC.
A possibilidade de que a maioria dos pacientes que sofrem de pensamentos intrusivos aja de acordo com esses pensamentos é baixa. Pacientes que estão experimentando intensa culpa, ansiedade, vergonha e estão chateados com esses pensamentos são muito diferentes daqueles que realmente agem sobre eles. A história do crime violento é dominada por aqueles que não sentem culpa ou remorso;  o próprio fato de alguém ser atormentado por pensamentos intrusivos e nunca ter agido sobre eles antes é um excelente preditor de que eles não agirão de acordo com os pensamentos. Pacientes que não estão incomodados ou envergonhados por seus pensamentos, não os consideram desagradáveis ou que realmente agiram, podem precisar ter condições mais graves, como psicose ou comportamentos potencialmente criminosos descartados. De acordo com Lee Baer, um paciente deve se preocupar que os pensamentos intrusivos sejam perigosos se a pessoa não se sentir incomodada com os pensamentos, ou melhor, se os achar prazerosos; já agiu com base em pensamentos ou impulsos violentos ou sexuais; ouve vozes ou vê coisas que os outros não veem; ou sente raiva irresistível e incontrolável.

### Pensamentos agressivos
Pensamentos intrusivos podem envolver obsessões violentas sobre ferir os outros ou a si próprio. Eles podem estar relacionados ao transtorno obsessivo compulsivo puro [en]. Estes pensamentos podem incluir prejudicar uma criança; pular de uma ponte, montanha, ou do topo de um edifício alto; insistir em pular na frente de um trem ou automóvel; e insistir em empurrar outra pessoa na frente de um trem ou automóvel. A pesquisa de Rachman com estudantes universitários saudáveis descobriu que praticamente todos eles tinham pensamentos intrusivos de tempos em tempos, incluindo:
- causar danos a idosos
- imaginar ou desejar mal a alguém próximo
- impulsos para atacar violentamente, bater, ferir ou matar uma pessoa, criança pequena ou animal
- impulsos para gritar ou abusar de alguém, ou atacar e punir violentamente alguém, ou dizer algo rude, inapropriado, desagradável ou violento a alguém.

Esses pensamentos fazem parte do ser humano e não precisam arruinar a qualidade de vida. O tratamento está disponível quando os pensamentos estão associados ao TOC e se tornam persistentes, graves ou angustiantes.
Uma variante de pensamentos intrusivos agressivos é L'appel du vide, ou o chamado do vazio. Os sofredores de L'appel du vide geralmente descrevem a condição como manifestando-se em certas situações, normalmente como um desejo ou breve desejo de pular de um local alto.

### Pensamentos sexuais
A obsessão sexual envolve pensamentos ou imagens intrusivas de "beijos, toques, carícias, sexo oral, sexo anal, relações sexuais e estupro" com "estranhos, conhecidos, pais, filhos, familiares, amigos, colegas de trabalho, animais e figuras religiosas", envolvendo "conteúdo heterossexual ou homossexual" com pessoas de qualquer idade.
Temas sexuais comuns para pensamentos intrusivos para homens envolvem “(a) fazer sexo em um local público, (b) pessoas com quem tenho contato nuas e (c) envolver-se em um ato sexual com alguém que é inaceitável para mim porque eles têm autoridade sobre mim”. Enquanto os pensamentos sexuais intrusivos comuns para as mulheres são (a) fazer sexo em um local público, (b) envolver-se em um ato sexual com alguém que é inaceitável para mim porque tem autoridade sobre mim e (c) ser sexualmente vitimizada.
Como outros pensamentos ou imagens intrusivas indesejadas, a maioria das pessoas tem alguns pensamentos sexuais inadequados às vezes, mas as pessoas com TOC podem atribuir significado aos pensamentos sexuais indesejados, gerando ansiedade e angústia. A dúvida que acompanha o TOC leva à incerteza se alguém pode agir sobre os pensamentos intrusivos, resultando em autocrítica ou autoaversão.
Um dos pensamentos sexuais intrusivos mais comuns ocorre quando uma pessoa obsessiva duvida de sua identidade sexual. Como no caso da maioria das obsessões sexuais, os sofredores podem sentir vergonha e viver isolados, achando difícil discutir seus medos, dúvidas e preocupações sobre sua identidade sexual.
Uma pessoa que tem pensamentos sexuais intrusivos pode sentir vergonha, "constrangimento, culpa, angústia, tormento, medo de agir de acordo com o pensamento ou impulso percebido e dúvida sobre se já agiu de tal forma". A depressão pode ser resultado da autoaversão que pode ocorrer, dependendo do quanto o TOC interfere no funcionamento diário ou causa angústia. A preocupação com esses pensamentos pode levar as pessoas a examinarem seus corpos para determinar se os pensamentos resultam em sentimentos de excitação. No entanto, concentrar sua atenção em qualquer parte do corpo pode resultar em sentimentos nessa parte do corpo, portanto, isso pode diminuir a confiança e aumentar o medo de agir de acordo com os impulsos. Parte do tratamento de pensamentos sexuais intrusivos envolve terapia para ajudar os sofredores a aceitar pensamentos intrusivos e parar de tentar se tranquilizar examinando seus corpos. Esta excitação dentro das partes do corpo é devido a respostas fisiológicas condicionadas no cérebro, que não respondem ao assunto do pensamento sexual intrusivo, mas sim ao fato de que um pensamento sexual está ocorrendo e, portanto, ativa uma resposta automática (pesquisa indica que a correlação entre o que a genitália considera "sexualmente relevante" e o que o cérebro considera "sexualmente atraente" correlaciona apenas 50% do tempo em homens e 10% do tempo em mulheres).  Isso significa que uma resposta de excitação não indica necessariamente que a pessoa deseja o que está pensando. No entanto, os processos de pensamento racional tentam explicar essa reação e o TOC faz com que as pessoas atribuam falso significado e importância a essas reações fisiológicas na tentativa de entendê-las. Os pacientes também podem experimentar ansiedade aumentada causada por imagens "proibidas" ou simplesmente por discutir o assunto que também pode causar excitação fisiológica, como sudorese, aumento da frequência cardíaca e algum grau de tumescência ou lubrificação. Isso é muitas vezes mal interpretado pelo sofredor como uma indicação de desejo ou intenção, quando na verdade não é.

### Pensamentos religiosos
Pensamentos blasfemos são um componente comum do TOC, documentados ao longo da história; figuras religiosas notáveis, como Martinho Lutero e Inácio de Loyola, eram conhecidas por serem atormentadas por pensamentos e impulsos intrusivos, blasfemos ou religiosos. Martinho Lutero tinha vontade de amaldiçoar a Deus e a Jesus, e era obcecado por imagens da "parte de trás do Diabo". Santo Inácio tinha inúmeras obsessões, incluindo o medo de pisar em pedaços de palha formando uma cruz, temendo que isso mostrasse desrespeito a Cristo. Um estudo com 50 pacientes com diagnóstico primário de transtorno obsessivo-compulsivo descobriu que 40% tinham pensamentos e dúvidas religiosas e blasfemas — um número maior, mas não estatisticamente e significativamente diferente dos 38% que tinham pensamentos obsessivos relacionados a sujeira e contaminação mais comumente associada ao TOC. Um estudo sugere que o conteúdo de pensamentos intrusivos pode variar dependendo da cultura, e que pensamentos blasfemos podem ser mais comuns em homens do que em mulheres.
De acordo com Fred Penzel, um psicólogo de Nova Iorque, algumas obsessões religiosas comuns e pensamentos intrusivos são:
- pensamentos sexuais sobre Deus, santos e figuras religiosas
- pensamentos ou imagens ruins durante a oração ou meditação
- pensamentos de ser possuído
- medos de pecar ou quebrar uma lei religiosa ou realizar um ritual incorretamente
- medos de omitir orações ou recitá-las incorretamente
- pensamentos blasfemos repetitivos e intrusivos
- impulsos para dizer palavras blasfemas ou cometer atos blasfemos durante serviços religiosos

O sofrimento pode ser maior e o tratamento complicado quando pensamentos intrusivos envolvem implicações religiosas; os pacientes podem acreditar que os pensamentos são inspirados por Satanás, e podem temer o castigo de Deus ou ter vergonha ampliada porque se percebem como pecadores. Os sintomas podem ser mais angustiantes para pacientes com fortes convicções ou crenças religiosas.
Baer acredita que pensamentos blasfemos são mais comuns em católicos e protestantes evangélicos do que em outras religiões, enquanto judeus ou muçulmanos tendem a ter obsessões relacionadas mais ao cumprimento das leis e rituais de sua fé e à execução perfeita dos rituais. Ele supõe que isso ocorre porque o que é considerado inadequado varia entre culturas e religiões, e pensamentos intrusivos atormentam seus sofredores com o que é considerado mais inadequado na cultura circundante.

## Fatores de idade
Adultos com menos de 40 anos parecem ser os mais afetados por pensamentos intrusivos. Indivíduos nessa faixa etária tendem a ser menos experientes em lidar com esses pensamentos e com o estresse e os afetos negativos induzidos por eles. Os adultos mais jovens também tendem a ter estressores específicos desse período da vida que podem ser particularmente desafiadores, especialmente diante de pensamentos intrusivos. Embora, quando introduzidos com um pensamento intrusivo, ambas as faixas etárias imediatamente procuram maneiras de reduzir a recorrência dos pensamentos.
Aqueles na idade adulta intermediária (40-60) têm a maior prevalência de TOC e, portanto, parecem ser os mais suscetíveis à ansiedade e às emoções negativas associadas ao pensamento intrusivo. Os adultos de meia-idade estão em uma posição única porque precisam lutar com os estressores do início e do final da idade adulta. Eles podem ser mais vulneráveis a pensamentos intrusivos porque têm mais tópicos para se relacionar. Mesmo sendo esse o caso, os adultos de meia-idade ainda são melhores em lidar com pensamentos intrusivos do que os jovens adultos, embora demorem mais no início para processar um pensamento intrusivo. Os adultos mais velhos tendem a ver o pensamento intrusivo mais como uma falha cognitiva do que uma falha moral em oposição aos jovens adultos. Eles têm mais dificuldade em suprimir os pensamentos intrusivos do que os jovens adultos, fazendo com que experimentem níveis mais altos de estresse ao lidar com esses pensamentos.
Pensamentos intrusivos parecem ocorrer na mesma proporção ao longo da vida, no entanto, os adultos mais velhos parecem ser menos afetados negativamente do que os adultos mais jovens. Os adultos mais velhos têm mais experiência em ignorar ou suprimir fortes reações negativas ao estresse.

## Condições associadas
Pensamentos intrusivos estão associados ao TOC ou transtorno de personalidade obsessivo-compulsiva, mas também podem ocorrer com outras condições como transtorno de estresse pós-traumático, depressão clínica, depressão pós-parto, transtorno de ansiedade generalizada e ansiedade. Uma dessas condições está quase sempre presente em pessoas cujos pensamentos intrusivos atingem um nível clínico de gravidade. Um grande estudo publicado em 2005 descobriu que obsessões agressivas, sexuais e religiosas estavam amplamente associadas a transtornos de ansiedade e depressão comórbidos. Os pensamentos intrusivos que ocorrem em um episódio esquizofrênico diferem dos pensamentos obsessivos que ocorrem com TOC ou depressão, pois os pensamentos intrusivos dos esquizofrênicos são crenças falsas ou delirantes (ou seja, tidas pelo indivíduo esquizofrênico como reais e inquestionáveis, como é tipicamente o caso com pensamentos intrusivos).

### Transtorno de estresse pós-traumático
A principal diferença entre o TOC e o transtorno de estresse pós-traumático (TEPT) é que os pensamentos intrusivos de quem sofre de TEPT são de conteúdo relacionado a eventos traumáticos que realmente aconteceram com eles, enquanto os que sofrem de TOC têm pensamentos de catástrofes imaginadas. Pacientes com TEPT com pensamentos intrusivos precisam separar pensamentos violentos, sexuais ou blasfemos de memórias de experiências traumáticas. Quando os pacientes com pensamentos intrusivos não respondem ao tratamento, os médicos podem suspeitar de abuso físico, emocional ou sexual passado. Se uma pessoa que experimentou práticas de trauma procura os resultados positivos, sugere-se que experimentará menos depressão e maior bem-estar próprio. Enquanto uma pessoa pode experimentar menos depressão para encontrar benefícios, ela também pode experimentar uma quantidade maior de pensamentos intrusivos e/ou evitativos.
Um estudo que analisou mulheres com TEPT descobriu que os pensamentos intrusivos eram mais persistentes quando o indivíduo tentava lidar com os mesmos com o uso de estratégias de regulação do pensamento baseadas na evitação. Suas descobertas sustentam ainda que nem todas as estratégias de enfrentamento são úteis para diminuir a frequência de pensamentos intrusivos.

### Depressão
As pessoas que estão clinicamente deprimidas podem experimentar pensamentos intrusivos com mais intensidade e vê-los como evidência de que são pessoas inúteis ou pecadoras. Os pensamentos suicidas comuns na depressão devem ser diferenciados dos pensamentos intrusivos, porque os pensamentos suicidas — ao contrário dos pensamentos sexuais, agressivos ou religiosos inofensivos — podem ser perigosos.
Indivíduos não deprimidos demonstraram ter uma maior ativação no córtex pré-frontal dorsolateral, que é a área do cérebro que funciona principalmente na cognição, memória de trabalho e planejamento, enquanto tenta suprimir pensamentos intrusivos. Essa ativação diminui em pessoas em risco ou diagnosticadas com depressão. Quando os pensamentos intrusivos ressurgem, os indivíduos não deprimidos também apresentam níveis mais altos de ativação nos córtices cingulados anteriores, que funcionam na detecção de erros, motivação e regulação emocional, do que os deprimidos.
Aproximadamente 60% dos indivíduos deprimidos relatam experimentar percepções corporais, visuais ou auditivas junto com seus pensamentos intrusivos. Existe uma correlação entre experimentar essas sensações com pensamentos intrusivos e sintomas depressivos mais intensos, bem como a necessidade de tratamento mais pesado.

### Depressão pós-parto e TOC
Pensamentos indesejados de mães sobre machucar seus bebês são comuns na depressão pós-parto. Em um estudo realizado em 1999 por Katherine Wisner et al. com 65 mulheres descobriu-se que o pensamento agressivo mais frequente para as mulheres com depressão pós-parto estava causando danos a seus recém-nascidos. Um estudo com 85 novos pais descobriu que 89% experimentaram imagens intrusivas, por exemplo, do bebê sufocando, sofrendo um acidente, sendo ferido ou sequestrado.
Algumas mulheres podem desenvolver sintomas de transtorno obsessivo-compulsivo (TOC) durante a gravidez ou no período pós-parto. O TOC pós-parto ocorre principalmente em mulheres que já podem ter TOC, talvez de forma leve ou não diagnosticada. A depressão pós-parto e o TOC podem ser comórbidos (muitas vezes ocorrendo juntos). E embora os médicos possam se concentrar mais nos sintomas depressivos, um estudo descobriu que os pensamentos obsessivos acompanhavam a depressão pós-parto em 57% das novas mães.
Wisner descobriu que as obsessões comuns sobre machucar bebês em mães com depressão pós-parto incluem imagens do bebê morto em um caixão ou sendo comido por tubarões; esfaquear o bebê; jogar o bebê escada abaixo; ou afogar ou queimar o bebê (como submergindo-o na banheira no primeiro caso ou jogando-o no fogo ou colocando-o no micro-ondas no último). Baer estima que até 200 000 novas mães com depressão pós-parto a cada ano podem desenvolver esses pensamentos obsessivos sobre seus bebês; e porque podem estar relutantes em compartilhar esses pensamentos com um médico ou membro da família, ou sofrer em silêncio por medo de estarem "loucas", sua depressão pode piorar.
Medos intrusivos de ferir os filhos imediatos podem durar mais do que o período pós-parto. Um estudo com 100 mulheres clinicamente deprimidas descobriu que 41% tinham medos obsessivos de ferir seus filhos, e algumas tinham medo de cuidar de seus filhos. Entre as mães não deprimidas, o estudo descobriu que 7% tinham pensamentos de ferir seus filhos – uma taxa que rende um adicional de 280.000 mães não deprimidas nos Estados Unidos com pensamentos intrusivos sobre ferir seus filhos.

## Tratamento
O tratamento para pensamentos intrusivos é semelhante ao tratamento para TOC. A terapia de prevenção de exposição e resposta — também conhecida como habituação ou dessensibilização — é útil no tratamento de pensamentos intrusivos. Casos leves também podem ser tratados com terapia cognitivo-comportamental, que ajuda os pacientes a identificar e gerenciar os pensamentos indesejados.

### Terapia de exposição
A terapia de exposição é o tratamento de escolha para pensamentos intrusivos. De acordo com Deborah Osgood-Hynes, "para reduzir o medo, você precisa enfrentar o medo. Isso vale para todos os tipos de reações de ansiedade e medo, não apenas para o TOC". Como é desconfortável experimentar pensamentos ruins e impulsos, vergonha, dúvida ou medo, a reação inicial geralmente é fazer algo para fazer com que os sentimentos diminuam. Ao se envolver em um ritual ou compulsão para diminuir a ansiedade ou sentimento ruim, a ação é fortalecida por meio de um processo chamado reforço negativo — a mente aprende que a maneira de evitar o sentimento ruim é se envolver em um ritual ou compulsões. Quando o TOC se torna grave, isso leva a mais interferência na vida e continua a frequência e a gravidade dos pensamentos que a pessoa procurava evitar.
A terapia de exposição (ou exposição e prevenção de resposta) é a prática de permanecer em uma situação temida ou que provoca ansiedade até que a angústia ou a ansiedade diminuam. O objetivo é reduzir a reação de medo, aprendendo a não reagir aos maus pensamentos. Esta é a maneira mais eficaz de reduzir a frequência e a gravidade dos pensamentos intrusivos. O objetivo é ser capaz de "se expor à coisa que mais desencadeia seu medo ou desconforto por uma a duas horas de cada vez, sem sair da situação ou fazer qualquer outra coisa para distraí-lo ou confortá-lo". A terapia de exposição não eliminará os pensamentos intrusivos — todo mundo tem pensamentos ruins — mas a maioria dos pacientes acha que pode diminuir seus pensamentos o suficiente para que os pensamentos intrusivos não interfiram mais em suas vidas.

### Terapia cognitiva comportamental
A terapia cognitivo-comportamental (TCC) é uma terapia mais recente do que a terapia de exposição, disponível para aqueles que não podem ou não querem se submeter à terapia de exposição. A terapia cognitiva demonstrou ser útil na redução de pensamentos intrusivos, mas é importante desenvolver uma conceituação das obsessões e compulsões com o paciente. Uma das estratégias às vezes usadas na Teoria Cognitivo Comportamental são os exercícios de atenção plena. Isso inclui práticas como estar ciente dos pensamentos, aceitar os pensamentos sem julgamento por eles e “ser maior do que seus pensamentos”.

### Medicamento
Antidepressivos ou medicamentos antipsicóticos podem ser usados para casos mais graves se os pensamentos intrusivos não responderem apenas à terapia cognitivo-comportamental ou de exposição. Se a causa de pensamentos intrusivos é TOC, depressão ou transtorno de estresse pós-traumático, os medicamentos inibidores seletivos de recaptação de serotonina (ISRS; uma classe de antidepressivos) são os mais comumente prescritos. Pensamentos intrusivos podem ocorrer em pessoas com síndrome de Tourette que também têm TOC; acredita-se que as obsessões no TOC relacionado à síndrome de Tourette também respondem às drogas ISRS.
Os antidepressivos que demonstraram ser eficazes no tratamento do TOC incluem fluvoxamina (nome comercial Luvox), fluoxetina (Prozac), sertralina (Zoloft), paroxetina (Paxil), citalopram (Celexa) e clomipramina (Anafranil). Embora os ISRSs sejam conhecidos por serem eficazes para o TOC em geral, há menos estudos sobre sua eficácia para pensamentos intrusivos. Uma revisão retrospectiva do quadro de pacientes com sintomas sexuais tratados com ISRSs mostrou que a maior melhoria foi naqueles com obsessões sexuais intrusivas típicas do TOC. Um estudo de dez pacientes com obsessões religiosas ou blasfemas descobriu que a maioria dos pacientes respondeu ao tratamento com fluoxetina ou clomipramina. As mulheres com depressão pós-parto também costumam ter ansiedade e podem precisar de doses iniciais mais baixas de ISRSs; elas podem não responder totalmente à medicação e podem se beneficiar da adição de terapia cognitivo-comportamental ou de prevenção de resposta.
Pacientes com pensamentos intrusivos intensos que não respondem a ISRSs ou outros antidepressivos podem ser prescritos neurolépticos típicos e atípicos, incluindo risperidona (nome comercial Risperdal), ziprasidona (Geodon), haloperidol (Haldol) e pimozida (Orap).
Estudos sugerem que doses terapêuticas de inositol podem ser úteis no tratamento de pensamentos obsessivos.

## Epidemiologia
Um estudo de 2007 constatou que 78% de uma amostra clínica de pacientes com TOC tinham imagens intrusivas. A maioria das pessoas que sofre de pensamentos intrusivos não se identificou como tendo TOC, porque podem não ter o que acreditam ser sintomas clássicos de TOC, como lavar as mãos. No entanto, estudos epidemiológicos sugerem que os pensamentos intrusivos são o tipo mais comum de TOC em todo o mundo; se as pessoas nos Estados Unidos com pensamentos intrusivos se reunissem, elas formariam a quarta maior cidade dos EUA, depois de Nova Iorque, Los Angeles e Chicago.
A prevalência de TOC em todas as culturas estudadas é de pelo menos 2% da população, e a maioria tem apenas obsessões, ou pensamentos ruins; isso resulta em uma estimativa conservadora de mais de 2 milhões de pessoas afetadas somente nos Estados Unidos (a partir de 2000). Um autor estima que um em cada 50 adultos tenha TOC e cerca de 10 a 20% deles tenham obsessões sexuais. Um estudo recente descobriu que 25% de 293 pacientes com diagnóstico primário de TOC tinham histórico de obsessões sexuais.

## Leitura complementar
- Abramowitz JS, Schwartz SA, Moore KM, Luenzmann KR (2003). «Obsessive-compulsive symptoms in pregnancy and the puerperium: a review of the literature». J Anxiety Disord. 17 (4): 461–78. PMID 12826092. doi:10.1016/s0887-6185(02)00206-2
- Julien D, O'Connor KP, Aardema F (abril de 2007). «Intrusive thoughts, obsessions, and appraisals in obsessive-compulsive disorder: a critical review». Clin Psychol Rev. 27 (3): 366–83. PMID 17240502. doi:10.1016/j.cpr.2006.12.004
- Marsh R, Maia TV, Peterson BS (junho de 2009). «Functional disturbances within frontostriatal circuits across multiple childhood psychopathologies». Am J Psychiatry. 166 (6): 664–74. PMC 2734479. PMID 19448188. doi:10.1176/appi.ajp.2009.08091354
- Rachman S (dezembro de 2007). «Unwanted intrusive images in obsessive compulsive disorders». J Behav Ther Exp Psychiatry. 38 (4): 402–10. PMID 18054779. doi:10.1016/j.jbtep.2007.10.008
- Yorulmaz O, Gençöz T, Woody S (abril de 2009). «OCD cognitions and symptoms in different religious contexts». J Anxiety Disord. 23 (3): 401–6. PMID 19108983. doi:10.1016/j.janxdis.2008.11.001